# Urbanus verovert de wereld
Urbanus verovert de wereld is het 150e album uit de reeks van De avonturen van Urbanus. Het stripalbum verscheen in 2012 in België.

## Verhaal
In Urbanus verovert de wereld geeft Urbanus zijn fortuin uit op een veiling. Uiteindelijk blijken zijn aanwinsten waardeloos te zijn. Hij gaat werken in de mijnen, waar hij €18,5 per week verdient. Na verloop van tijd begint hij zich er te vervelen. Tot hij op een dag een geheime doorgang vindt en in een Afrikaanse jungle terecht komt...

## Trivia
Het album bevat 64 bladzijden. Het beeld is door een fout van de drukker 90 graden gedraaid waardoor één blad slechts twee stroken bevat en het album dubbel zo dik is.